# 莎拉·约瑟法·黑尔

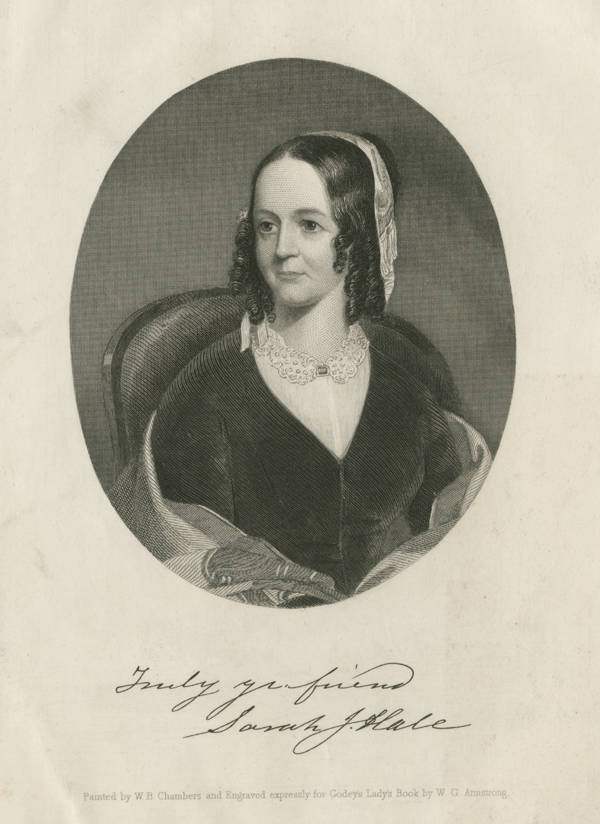
莎拉·约瑟法·黑尔

莎拉·约瑟法·布尔·黑尔（1788年10月24日 – 1879年4月30日）是一位美国作家、活动家。她是童谣《瑪莉有隻小綿羊》的作者。黑尔曾呼全美設立統一的感恩节並將這天定為國定假日，而此前美國的感恩節日期各州都不一樣，基本上各過各的，美國南部甚至都不過感恩節。黑爾還曾募資資助修建邦克山纪念碑。